# ستيفان ستويانوفيتش (لاعب كرة قدم مواليد 2001)
ستيفان ستويانوفيتش هو لاعب كرة قدم بوسني، ولد في 27 يوليو 2001 في فوتشا في البوسنة والهرسك.